# Jonas Vailokaitis

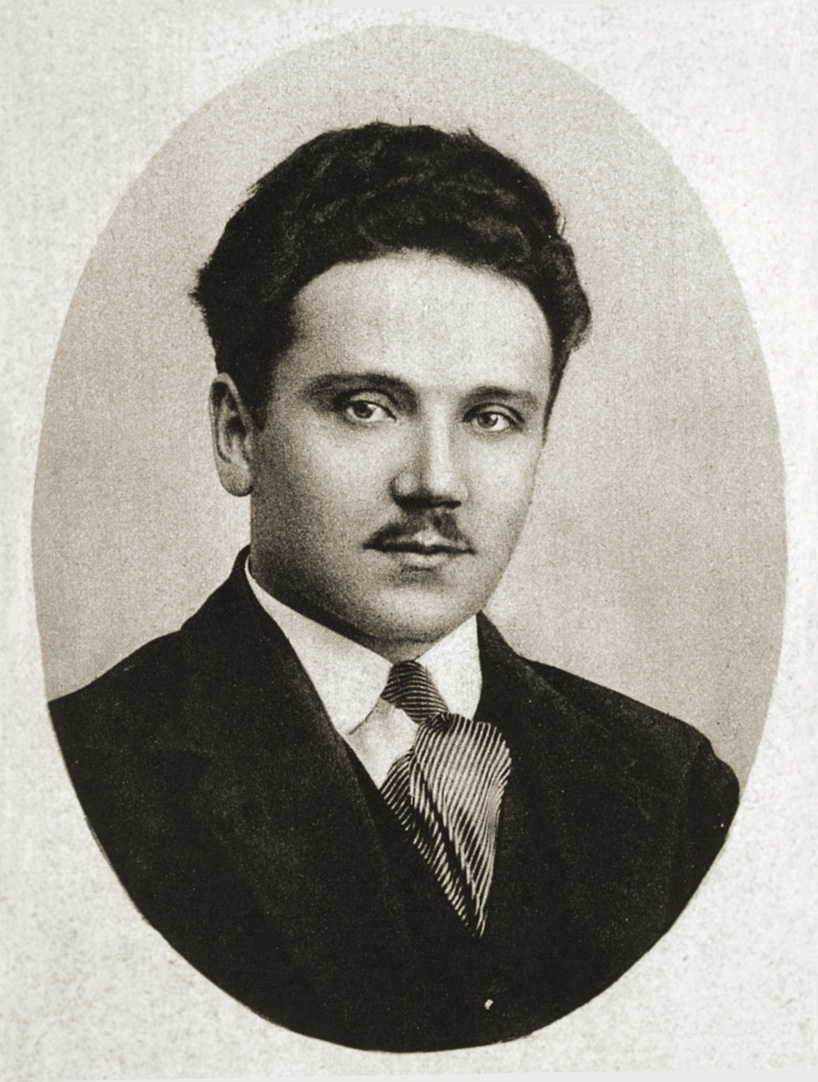
Jonas Vailokaitis

Jonas Vailokaitis pronunciaçãoⓘ(1886-1944) foi um político, banqueiro e industrialista lituano e um dos vinte signatários à Declaração de Independência da Lituânia.